# ديفيد بوكوالد
ديفيد بوكوالد هو سياسي أمريكي، ولد في 6 ديسمبر 1978. نشط حزبياً في الحزب الديمقراطي. وقد انتخب عضو جمعية ولاية نيويورك ‏.

## وصلات خارجية
- الموقع الرسمي